# Harry Stack Sullivan
Harry Stack Sullivan (Norwich (New York), 21 februari 1892 - Parijs, 14 januari 1949) was een Amerikaanse psychiater, psychoanalyticus en psychotherapeut.
Sullivan is vooral bekend vanwege zijn adagium "We are all much more human than otherwise..." waarmee hij wilde aangeven dat mensen met psychiatrische problematiek slechts kwantitatief en niet kwalitatief anders zijn dan andere mensen. Zij lijden volgens Sullivan niet onder een ziekte maar hebben problemen als ieder ander, zij het in grotere mate. Een van zijn volgelingen in Nederland is de psychiater Jan Foudraine, die hem veelvuldig citeert in zijn standaardwerk uit de jaren 70, Wie is van hout.
Sullivan leverde een grote bijdrage aan de psychotherapie doordat hij een belangrijke rol toekende aan interpersoonlijke relaties, ofwel het sociaal netwerk van het individu. Hiermee nam hij als een van de eerste psychotherapeuten afstand van Freud, die bij het ontstaan en de behandeling van psychiatrische problemen met name focuste op intrapsychische conflicten.